# ام باب
ام باب (به عربی: أم باب) شهری است که در شهرداری الشحانیه در کشور قطر واقع شده‌است. جمعیت این شهر ۶٫۱۹۴ نفر است.